# Tanaostigmodes flavicorpus
Tanaostigmodes flavicorpus is een vliesvleugelig insect uit de familie Tanaostigmatidae. De wetenschappelijke naam is voor het eerst geldig gepubliceerd in 1917 door Girault.